# Вілар-Барроку
Віла́р-Барр́оку (порт. Vilar Barroco; МФА: [vi.ˈɫaɾ ba.ˈʁo.ku]) — парафія в Португалії, у муніципалітеті Олейруш. Розташована в східній частині країни, на теренах історичної португальської провінції Бейра. Входить до складу округу Каштелу-Бранку. За адміністративним поділом, чинним до 1976 року, терени парафії були складовою провінції Нижня Бейра. Належить до Порталегрівсько-Каштелу-Бранківської діоцезії Католицької церкви. Патрон — святий Севастіан. Площа — 23,5365 км². Населення — 114 ос. (2011). Слабо урбанізований регіон. Густота населення — 4,84 осіб/км²
. Код — 050612.

## Населення
| Кількість мешканців | Кількість мешканців | Кількість мешканців | Кількість мешканців | Кількість мешканців | Кількість мешканців | Кількість мешканців | Кількість мешканців | Кількість мешканців | Кількість мешканців | Кількість мешканців | Кількість мешканців | Кількість мешканців | Кількість мешканців | Кількість мешканців |
| ------------------- | ------------------- | ------------------- | ------------------- | ------------------- | ------------------- | ------------------- | ------------------- | ------------------- | ------------------- | ------------------- | ------------------- | ------------------- | ------------------- | ------------------- |
| 1864                | 1878                | 1890                | 1900                | 1911                | 1920                | 1930                | 1940                | 1950                | 1960                | 1970                | 1981                | 1991                | 2001                | 2011                |
| 293                 | 362                 | 377                 | 404                 | 446                 | 422                 | 479                 | 613                 | 677                 | 621                 | 495                 | 340                 | 224                 | 159                 | 114                 |